# حاسوب تسلسلي
يتميز الحاسوب التسلسلي بالعمل داخليًا على بت واحدة أو رقم واحد لكل دائرة ساعة. فالآلات التي تحتوي على أجهزة تخزين رئيسية مثل ذاكرة خط التأخر وخطوط التأخر لتخصر المغنطيسي أو الصوتي والأجهزة المغنطيسية المتناوبة كانت في العادة حواسيب تسلسلية.
وقد تطلبت الحواسيب التسلسلية أجهزة أقل بكثير من الحواسيب المتوازية، ولكنها، نتيجة لذلك، كانت أبطأ بكثير.

## الأجهزة التسلسلية
- الحاسوب الإلكتروني التلقائي المنفصل المتغير (EDVAC) – 1949
- الحاسوب التلقائي الثنائي (BINAC) – 1949
- الحاسوب التلقائي يو أن أي في 1 (UNIVAC I) – 1951
- آي بي إم 650 (IBM 650) – 1954
- إليوت برازرز (Elliott Brothers) إليوت 153 (Elliott 153) – 1954
- بنديكس جي-15 (Bendix G-15) – 1956
- إل جي بي-30 (LGP-30) – 1956
- إليوت برازرز (Elliott Brothers) إليوت 803 (Elliott 153) – 1958
- زيبرا (ZEBRA) – 1958
- دي-17بي حاسوب للتوجيه الصواريخ – 1962
- بي دي بي-8 (PDP-8) /إس - 1966
- جنرال إليكتريك جي إي-بي إيه سي 4040 (GE-PAC 4040) حاسوب تحكم (process control computer)
- موتورولا إم سي14500بي (Motorola MC14500B)
- معالج البيانات المبرمج-14 (PDP-14)

كان أول حاسوب غير تسلسلي (أول حاسوب مواز) هو ويرلويند (Whirlwind) - 1951.
معظم أجهزة الحواسيب المتوازية الهائلة تم بناؤها من أجهزة المعالجات الفردية التسلسلية، بما في ذلك
- المعالج المصفوفة الموزعة الخاص بالشركة الدولية المحدودة للحواسيب – 1979
- المعالج المتوازي الهائل غوديير – 1983
- اتصال الآلة سي إم-1 – 1985
- اتصال الآلة سي إم-2 – 1987
- فيرام1 ذاكرة الوصول العشوائي الحاسوبية – 2003